# Korea Aerospace Industries
Korea Aerospace Industries (kor. 한국항공우주산업) – południowokoreański producent wojskowych i cywilnych samolotów i śmigłowców. Przedsiębiorstwo oficjalnie powstało w 1999 roku dzięki połączeniu Samsung Aerospace, Daewoo Heavy Industries-Aerospace Division i Hyundai Space and Aircraft Company. Zarząd przedsiębiorstwa mieści się w Seulu, centrum badawczo-rozwojowe w Daejeon, a w Sacheon zakłady produkcyjne.

## Historia

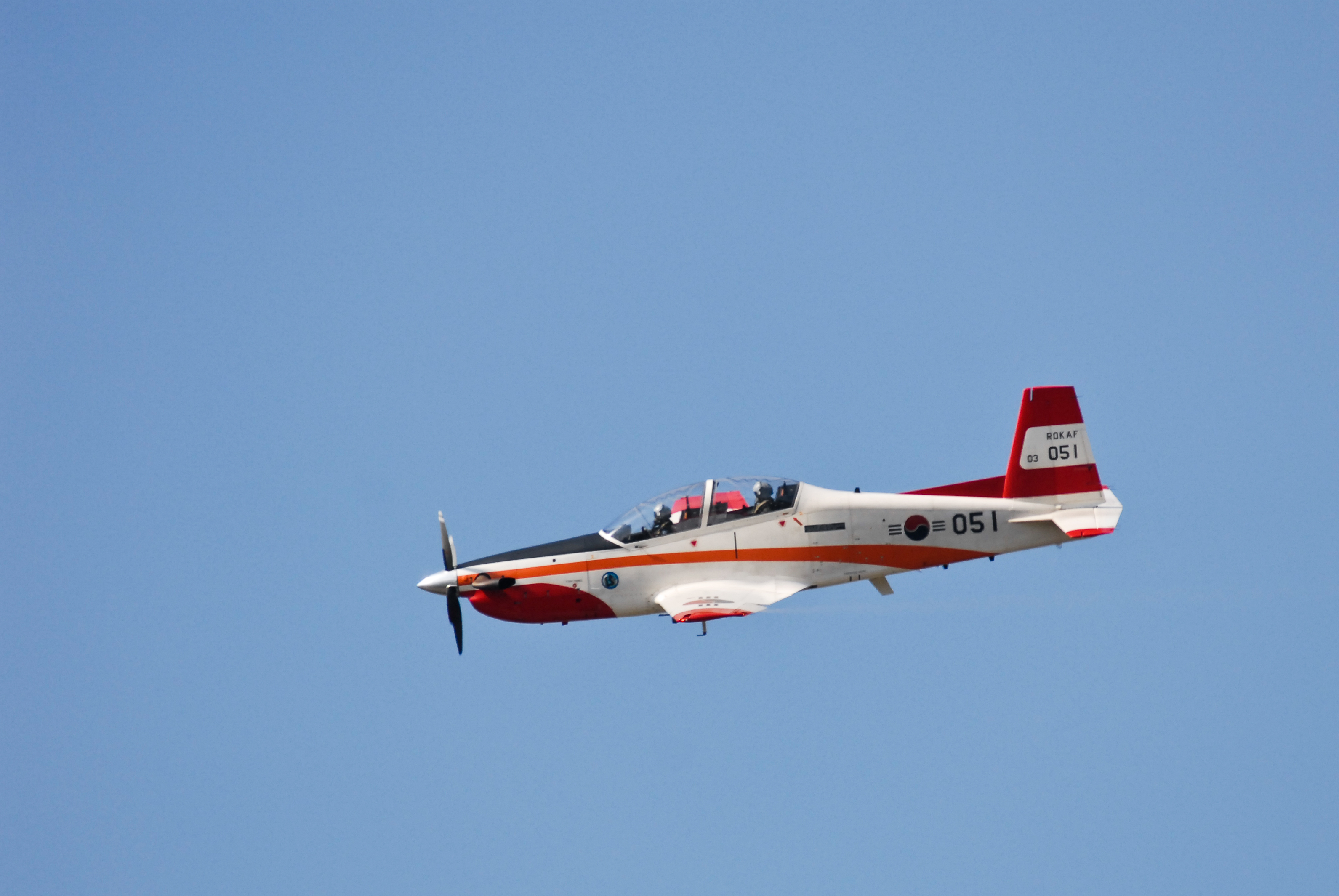
KAI KT-1

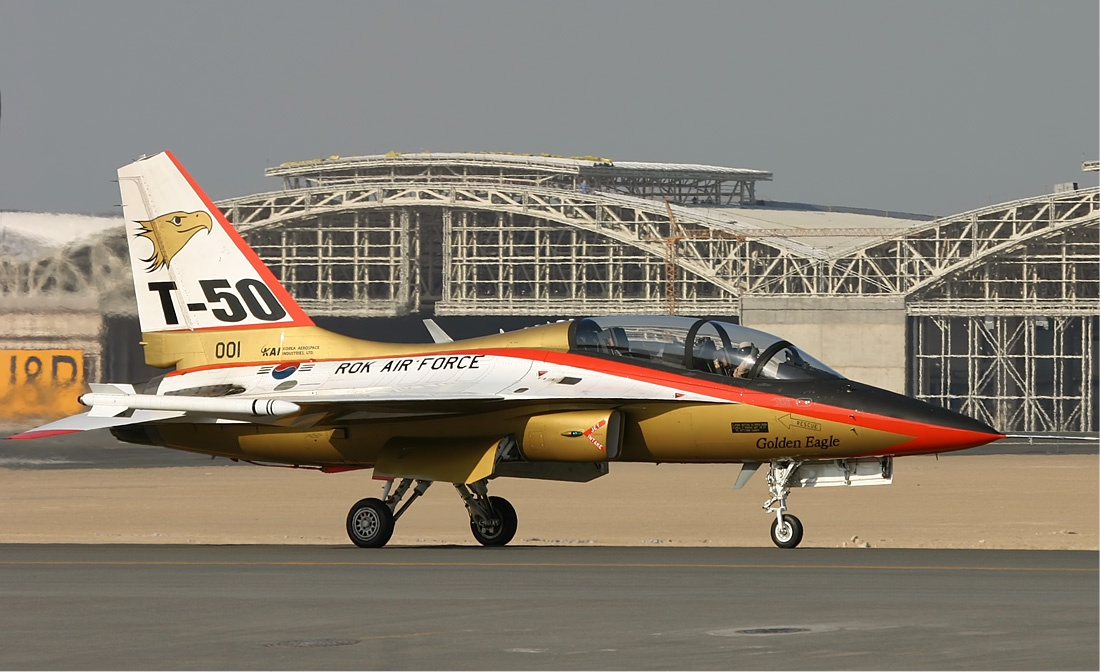
KAI T-50

Formalnie firma powstała w 1999 roku, jednak jej początki sięgają końca lat 80. XX wieku, kiedy to Korea Południowa podjęła decyzję o wprowadzeniu na swoje uzbrojenie samolotów McDonnell Douglas F/A-18 Hornet i rozpoczęciu ich licencyjnej produkcji. Niestety z powodu wzrostu kosztów całego programu, nie doszło do finalizacji umowy i nowym podstawowym koreańskim myśliwcem został General Dynamics F-16 Fighting Falcon. W celu uruchomienia jego licencyjnej produkcji na terenie Korei firmy Samsung Aerospace, Daewoo Heavy Industries i Hyundai Space and Aircraft utworzyły spółkę joint venture nazwaną Korea Aerospace Industries (KAI). Poza produkcją samolotów F-16, KAI włączyło się również w prace nad szkolnym samolotem turbośmigłowym KAI KT-1. Była to pierwsza, rodzima konstrukcja lotnicza Korei Południowej. Kolejnym projektem, którego realizację podjęto w wytwórni, było opracowanie i wdrożenie do produkcji samolotu zaawansowanego szkolenia i lekkiego samolotu bojowego. Efektem prac przy współudziale amerykańskiego koncernu Lockheed Martin jest KAI T-50 Golden Eagle. Ambitnym celem firmy jest projekt KF-X realizowany we współpracy z Indonezją. Jego celem jest budowa wielozadaniowego samolotu bojowego generacji 4,5. W KAI wytwarzane są również bezzałogowe aparaty latające, wśród nich RQ-101, który wszedł do produkcji seryjnej i znalazł się na wyposażeniu koreańskiej armii lądowej. Poza budową nowych samolotów, KAI zajmuje się również ich modernizacją. W Korei odbywa się konwersja samolotów Boeing 737 do wersji Boeing 737 AEW&C (pierwszy przeznaczony dla Korei samolot został zmontowany w zakładach Boeinga w Seattle). Współpraca z Boeingiem zaowocowała umieszczeniem w kraju linii produkcyjnej kadłubów śmigłowców AH-64D Apache Long Bow, elementów skrzydeł Fairchild A-10 Thunderbolt II, końcówek skrzydeł P-8 Poseidon i części kadłuba i centropłatu samolotu F-15E Strike Eagle. W Korei budowane są również elementy skrzydeł nowego samolotu pasażerskiego Boeinga, Dreamlinera. KAI współpracuje również z konkurentem amerykańskiej wytwórni, europejskim Airbusem również wytwarzając elementy skrzydeł oraz kadłuba dla samolotu Airbus A350. Poza budową nowych samolotów dla własnych sił zbrojnych, KAI zaangażowany jest również w modernizację istniejącego już sprzętu. Firma bierze udział w przebudowie używanych przez koreańskie lotnictwo morskie samolotów P-3C Orion do wersji P-3CK. Koreańska wytwórnia jest głównym wytwórcą nowego, wielozadaniowego śmigłowca KAI Surion mającego zastąpić używane do dziś maszyny Bell UH-1 Iroquois i MD 500. Śmigłowiec powstaje we współpracy z Eurocopter Group. Uzyskane doświadczenia mają zostać wykorzystane przy budowie nowego śmigłowca uderzeniowego, powstającego w ramach programu Korean Attack Helicopter. Nowe samoloty i śmigłowce to nie tylko maszyny wojskowe. W firmie trwają prace koncepcyjne nad samolotem komunikacji regionalnej, a 20 lipca 2011 roku po raz pierwszy wzbił się w powietrze niewielki, czteroosobowy samolot turystyczny KAI KC-100 Naraon. Koreańska firma wchodzi również na rynek technologii budowy satelitów.
30 marca 2015 roku wytwórnia została wybrana jako przyszły producent myśliwców mających zastąpić maszyny F-4 oraz F-5E/F Tiger II w ramach programu KF-X. Zagranicznym partnerem KAI będzie Lockheed Martin. W programie uczestniczy również Indonezja, która dołączyła do programu w 2010 roku i ponosi 20% kosztów całego przedsięwzięcia. Amerykanie wyrazili zgodę na transfer do Korei 21 technologii związanych z budową maszyny F-35, odmawiając jednak dostarczenia czterech związanych z systemem radarowym, elektrooptycznym i zakłócającym. Pomimo tego transfer pozostałych jest wystarczający do kontynuacji całego programu KF-X. Stosowne porozumienie zostało podpisane pomiędzy KAI a południowokoreańską agencją ds. zamówień wojskowych 28 grudnia 2015 roku. Na początku koreański koncern wybuduje sześć samolotów prototypowych, z których jeden zostanie dostarczony do Indonezji. Na przełomie lat 20. i 30. XXI wieku, koreańskie lotnictwo ma otrzymać 120 samolotów. Z kolei 15 marca 2015 roku firma podpisała kontrakt z Airbus Helicopters, w ramach którego obydwie firmy będą odpowiedzialne za rozwój i budowę maszyn typu Light Armed Helicopters i Light Civil Helicopters. Obydwa typy powstaną na bazie konstrukcji Airbusa H155.
17 grudnia 2015 roku wytwórnia zaprezentowała zmodyfikowany prototyp samolotu T-50, który miał wziąć udział w organizowanym przez United States Air Force programie T-X. Jego celem było pozyskanie następcy samolotów Northrop T-38 Talon przeznaczonych dla celów szkoleniowych. Propozycja KAI powstaje przy szerokiej współpracy z wytwórnią Lockheed Martin. Oblot samolotu planowany był w 2016 roku, a jego dalsze badania w locie na terenie USA w 2017 roku.